# サン＝クーリツ
サン＝クーリツ （Saint-Coulitz、ブルトン語:Sant-Kouled）は、フランス、ブルターニュ地域圏、フィニステール県のコミューン。

## 歴史
サン＝クーリツは、1675年に発生した印紙税一揆（fr）に関係したことが知られている。
1848年、シャトーランの実業家ルイ・ギジアンがサン＝クーリツにスレート石工場を設置した。
1989年、トーゴ系フランス人エンジニアで1983年よりコミューン議会議員を務めてきたコフィ・ヤムニャンヌ（fr）がフランス社会党の首長として選出され、メディアの関心を集めた。ヤムニャンヌは、フランス・メトロポリテーヌで非常に珍しい、有色人種住民のいないコミューンでの黒人の地方自治体首長となったが、初めての黒人の地方自治体首長となったわけではない。同じく社会党所属であったアンティル諸島出身のラファエル・エリゼは1929年に、当時の人口が約6000人だったサブレ＝シュル＝サルト市長となっている。近年では、レオポール・サンゴールの甥であるオギュスト・サンゴールが人口800人のコミューン、メ＝シュル＝エヴルの首長となっている（1975年から1989年）。その後オギュスト・サンゴールは、2008年から人口2000人のサン＝ブリアック＝シュル＝メールの首長となっている。

## 人口統計
| 1962年 | 1968年 | 1975年 | 1982年 | 1990年 | 1999年 | 2006年 | 2010年 |
| ------ | ------ | ------ | ------ | ------ | ------ | ------ | ------ |
| 415    | 357    | 372    | 348    | 354    | 386    | 424    | 421    |

参照元:1999年までEHESS、2000年以降INSEE

サン＝クーリツの人口増減グラフ